# Lotniczy skaning laserowy

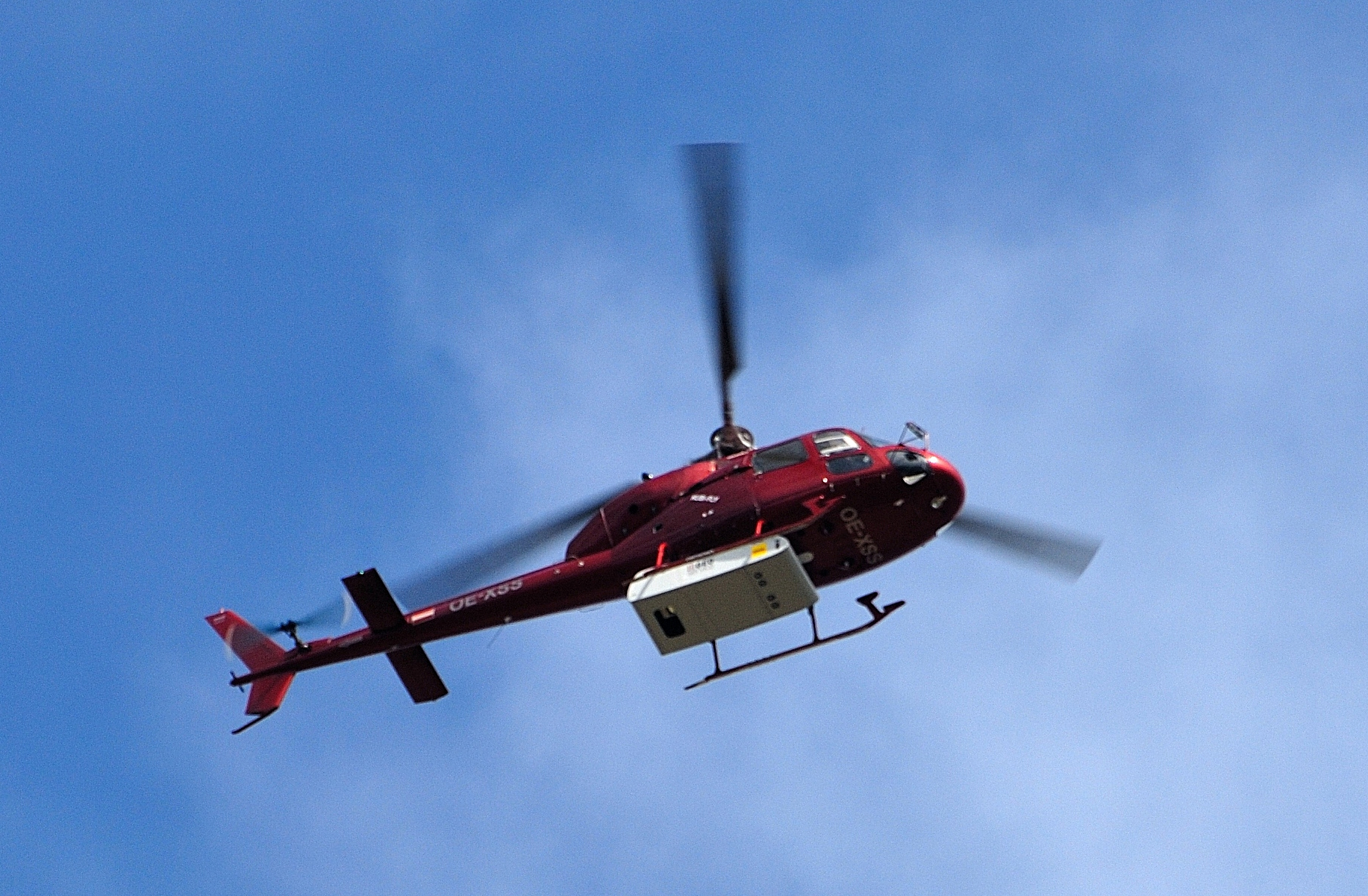
Śmigłowiec z podwieszoną aparaturą do lotniczego skaningu laserowego

Lotniczy skaning laserowy (z ang. ALS – Airborne Laser Scanning) – fotogrametryczna metoda pomiarowa oparta na skaningu laserowym; pozwalająca na zapis powierzchni terenu w postaci chmury punktów stanowiącej reprezentację terenu. W wyniku pomiaru otrzymujemy bardzo dokładny model powierzchni. Idea działania lotniczego skaningu laserowego opiera się na pomiarze odległości pomiędzy aparaturą pomiarową znajdującą się na pokładzie samolotu, bądź też helikoptera, a punktami terenowymi.

## Budowa
System ALS zbudowany jest z dwóch segmentów: lotniczego (pokładowego) i naziemnego.
Na system pokładowy składają się:
- dalmierz laserowy (LRF – Laser Range Finder),
- skaner optyczno-mechaniczny,
- system pozycjonowania trajektorii lotu oparty na GPS (ang. Global Positioning System),
- inercjalny system nawigacyjny INS(ang. Inertial Navigation System),
- blok rejestracji danych,
- kamera wideo,
- system planowania i zarządzania lotem.

Na segment naziemny składają się:
- naziemna referencyjna stacja GPS
- stacja robocza do obróbki i przetwarzania danych i generowania NMPT (Numeryczny Model Pokrycia Terenu) i NMT (numerycznego modelu terenu)

## Ocena ALS

### Zalety
- Niezależność od warunków atmosferycznych,
- Jest to system aktywny emitujący własne światło w trakcie pomiarów,
- Przeprowadzenie nalotów przy dużym zachmurzeniu, a także w nocy,
- Przenikanie lasera przez pokrywę roślinną.

### Ograniczenia
- Brak odbić od powierzchni wody, co utrudnia lokalizację linii brzegowej.
- Trudności określenia linii szkieletowych i linii nieciągłości terenu.
- Stosunkowo wysoki koszt samej aparatury i usługi.